# Bronisław Dębski

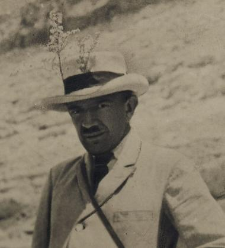
Bronisław Dębski w Kairze

Bronisław Dębski (ur. 1874 w Przybojewie koło Płocka, zm. 15 stycznia 1927 w Heluanie w Egipcie) – polski przyrodnik, botanik i entomolog.
Urodził się w rodzinnym majątku Przybojewo w ziemi płockiej, nauki szkolne pobierał w IV Gimnazjum w Warszawie. Studiował przyrodę na Uniwersytecie Jagiellońskim; po pewnym czasie przeniósł się na Uniwersytet w Bonn, gdzie pod kierunkiem Edwarda Strasburgera przygotował rozprawę doktorską O budowie i mechanizmie ruchów liści u marantowatych (1897). Ogłosił jeszcze dwie dalsze prace (w języku niemieckim), poświęcone zagadnieniu podziału jądra u ramienic, co przyniosło mu opinię wybijającego się specjalisty anatomii i cytologii roślin. Zaowocowało to z kolei propozycją objęcia katedry botaniki na uczelni krakowskiej, jednak oferty tej Dębski nie przyjął, tłumacząc się wadą wymowy.
Badania naukowe kontynuował w rodzinnym majątku ziemskim. Gromadził w Przybojewie zbiory botaniczne i entomologiczne oraz biblioteczkę naukową; wszystkie te materiały uległy zniszczeniu wraz z całym majątkiem w czasie odwrotu wojsk rosyjskich podczas I wojny światowej. W rezultacie w 1917 Dębski przeniósł się na stałe do Egiptu, w którym już od dłuższego czasu spędzał zimowe miesiące w ramach kuracji choroby nerek. W Egipcie prowadził badania wyrośli na roślinach, spowodowanych przez owady (zoocecidia), opisując 96 gatunki, z czego 22 były nowe dla Egiptu, a 15 dla nauki światowej. Był aktywnym członkiem i wiceprezesem Towarzystwa Entomologicznego w Kairze, ogłaszał artykuły w periodyku tej organizacji "Mémoires de la Societé Entomologie d'Egypte". Ze względu na szacunek, jakim cieszył się w egipskim świecie naukowym, imię jego nadano kilku nowym gatunkom owadów.
Zmarł 15 stycznia 1927 w Heluanie koło Kairu, tam też został pochowany. Zgromadzony przez Dębskiego w Egipcie księgozbiór entomologiczny przekazany został do Państwowego Muzeum Zoologicznego w Warszawie.